# 개구리화 현상
개구리화 현상(蛙化現象 카에루카겐쇼(かえるかげんしょう)[*])이란 호의를 갖고 있는 상대가 자신에게 호의를 가지고 있다는 것을 알게 되면, 그 상대가 싫어지게 되는 현상을 말한다. 좋아했던 상대가 역겹다고 느껴질 정도로 정반대의 감정이 되는 것이다. 이를 그림 동화 『개구리 왕자』에 비유하여 개구리화 현상이라고 부른다. 심리학 용어라고도 하지만 2020년 보고에 따르면 학술적 검토는 거의 이루어지지 않았다.
2020년대에 들어서서는 젊은 세대를 중심으로 '교제 상대 등의 싫은 모습을 보고 환멸을 느낀다'는 의미로도 사용되고 있다. 그러나 이런 용법은 본래의 의미와 동떨어져 있다며 오용으로 보는 의견도 있다.

## 개요

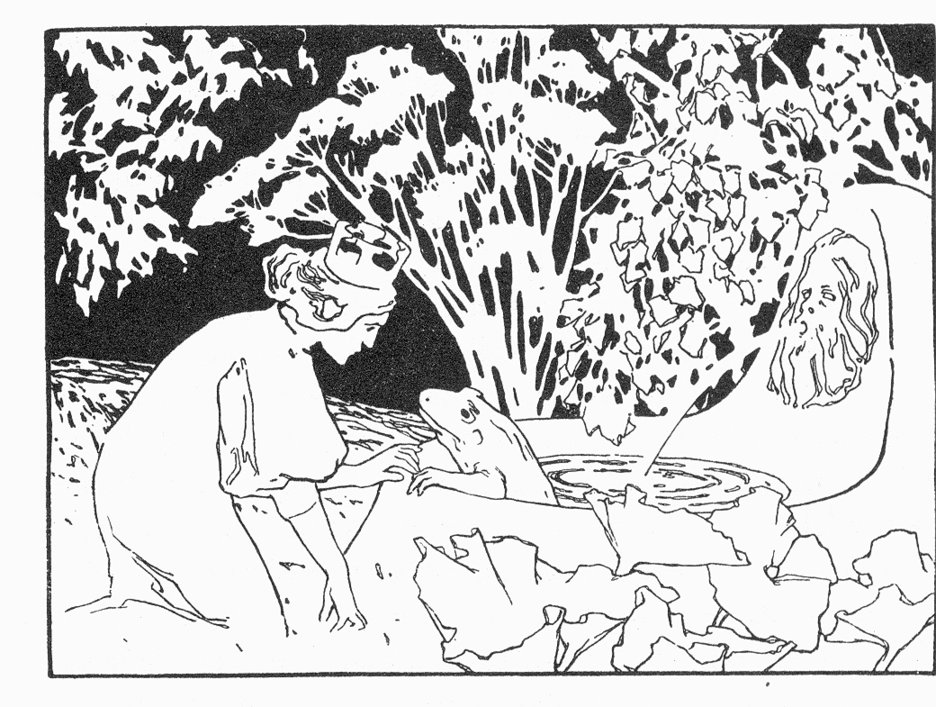
「Der Froschkönig」 오토 우벨로데 작, 1907년.

개구리화 현상을 다룬 논문은 2004년부터 보인다. 그러나 인터넷을 중심으로 화제가 된 것은 2019년 내지 2020년 정도이다. 2020년 @DIME(쇼가쿠칸)의 기사나 2021년 PROLO(cocoloni)의 기사, 이미다스(슈에이샤)의 기사는 후지사와의 2004년의 보고를 '개구리화 현상' 명명의 시초로 본다.
2020년 일본교육심리학회의 보고는 남녀 전체에서 경험률은 약 20퍼센트이고, 그 일반성은 의문스럽다고 한다. 그러나 후지사와의 2004년 보고는 이성 교제 경험이 있는 여대생 58명 중 40명이 '개구리화 현상'을 경험했으며 '개구리화 현상'은 교제 과정에서 일반적으로 일어나는 현상이라고 한다.
'교제 상대 등의 싫은 모습을 보고 환멸을 느낀다'는 의미의 개구리화 현상은 Z세대에게 많은 공감을 받았고, 2020년 리리아.는 개구리화 현상을 소재로 「개구리화 현상에 고민하고 있는 여자 아이 이야기」라는 노래를 발표한다. 또 같은 해 출간된 만화 『개구리가 된 왕자님』(가라쿠타니, 코단샤 코믹플러스)에서는 개구리화 현상으로 고민하는 히로인이 나온다. 싱크탱크 조직인 Z종합연구소의 조사에서는 Z세대가 선택한 2023년 상반기 유행어 랭킹 1위를 기록했다. 2023년 신어·유행어 대상에서도 톱10에 진입했다.
심리학계는 '교제 상대 등의 싫은 모습을 보고 환멸을 느낀다'는 의미의 용례들을, 원의의 개구리화 현상 당사자들에게 오해와 편견을 갖게 한다며 '현실의 심리학화' 문제를 지적한다. 또한 2023년 조사에서는 Z세대를 중심으로 새로운 의미로 정착하고 있음이 나타났다.

## 원인
2022년 시점에서는 인터넷 상의 기사는 많지만, 학술적인 검토는 극히 적으며 발생 매커니즘이나 대처법은 밝혀지지 않고 있다.
그러나 인터넷 기사 등에서는 개인적 특성이 주요 발생 요인이라는 주장을 쏟아냈다. 이런 주장은 당사자들에게 오해나 자책감을 불러일으킬 수 있다고 지적받는다. 한편 이 지적에 근거하여 '개인적 특성이 개구리화 현상을 일으키는가'를 검토한 학술 연구에서는 그렇게 단정지을 수 없다는 결론을 내렸다.
'교제 상대 등의 싫은 모습을 보고 환멸을 느낀다'는 의미의 개구리화 현상을 연구하고 있는 사이타마가쿠인대학 조교수 가와쿠보 아쓰시(川久保惇)는 '이상적으로 보정한 셀카를 SNS에 업로드 하는 것이 당연해진 Z세대가 실제로 만났을 때, SNS상의 이상적 모습과의 차이를 보고 실망하는 것이나, 이상적인 대상을 향한 덕질이 일반화되면서 현실과의 차이를 신경 쓰게 되었을 가능성 등을 지적했다. 또한 가와쿠보는 2021년 경에는 단어의 의미가 변화했을 것이라고 했다.

## 파생
개구리화 현상에서 파생된 말에는 '뱀화 현상'이 있다. 호의를 가진 상대의 모든 것이 사랑스럽게 느껴지는 것을 뜻하며, 좋아하는 상대의 행동을 '뱀이 통째로 삼키듯' 받아들인다는 것에서 유래했다. 틱톡에서 퍼진 말이다.

### 내용주
1. ↑  남녀를 따지지 않고 사용되지만, 2004년 후지사와는 발표에 '여자가 연애 과정에서 맞닥뜨리는 '개구리화 현상'으로 제목을 붙이는 등 여성의 심리를 설명하는 용례가 다수 있다.
2. ↑  『개구리 왕자』에서는 마법이 풀리면 개구리에서 왕자로 돌아간다.
3. ↑  아토미가쿠인여자대학 교수 후지사와 신스케의 보고.

### 참조주
1. 1 2  藤沢伸介 (2004). 《日本心理学会大会発表論文集/女子が恋愛過程で遭遇する蛙化現象》. 公益社団法人 日本心理学会. 1095쪽.
2. ↑  犬山紙子. “彼氏と急に話したくなくなる。「蛙化現象」を克服する方法”. 《「マイナビウーマン」》 (일본어). 2023년 1월 10일에 확인함.
3. ↑  “あんなに好きだったのに、今は“生理的な拒否感”。「蛙化現象」は大人の婚活でも起こりやすい？”. 《[島田佳奈の恋愛コラム] All About》 (일본어). 2022년 9월 14일에 확인함.
4. ↑  “「蛙化現象」、Ｚ世代に流行 恋愛、理想を追い求め過ぎて？ 相手のささいな言動、好意冷める”. 《朝日新聞デジタル》. 2023년 6월 13일. 2023년 6월 16일에 확인함.
5. 1 2 3  吉田光成, 山田茉奈, 下斗米淳 (2020). “向けられた好意を拒絶することは苦しいことなのか？(1) : 恋愛における“蛙化現象”の実存性と体験された困難さの定量的検討”. 《日本教育心理学会総会発表論文集》 (日本教育心理学会) 62: 256. doi:10.20587/pamjaep.62.0_256. ISSN 2189-5538. 1390850092195611776.
6. ↑  日経ビジネス電子版. “Z世代に広がる「蛙化現象」をポジティブに捉え直す”. 《日経ビジネス電子版》 (일본어). 2023년 12월 1일에 확인함.
7. ↑  “Ｚ世代が選ぶ流行語トップ「蛙化現象」に二つの意味　「嫌な面見て相手に幻滅」に共感”. 《産経新聞》. 2023년 6월 8일. 2023년 6월 17일에 확인함.
8. 1 2 3 4 5 6  “「蛙化現象」って何のこと？どう使う？ Z世代の流行語で1位に 実は意味が変わってきていて…：東京新聞 TOKYO Web”. 《東京新聞 TOKYO Web》 (일본어). 2023년 8월 14일에 확인함.
9. ↑  “「蛙化現象」は当事者に切実な問題 「アニメ好きのせい」などネットに俗説氾濫”. 《読売新聞オンライン》 (일본어). 2024년 2월 6일. 2024년 2월 17일에 확인함.
10. 1 2  吉田光成, 箕口雅博 (2023). 関係性志向の⼼理臨床としての個⼈⼼理学のあり⽅とは︖―恋愛における“蛙化現象”に対するアドレリアン・コミュニティ・アプローチによる⾒⽴て例から―　日本個人心理学会第3回学術大会　一般演題発表 発表資料（https://researchmap.jp/yoshidamitsunari/presentations/41636971）
11. 1 2 3  “イミダス 新・時事用語「蛙化現象」（イミダス編）”. 《情報・知識＆オピニオン imidas》 (일본어). 2023년 12월 1일에 확인함.
12. ↑  Inc, Shogakukan. “好きな人とうまく付き合うことができない「蛙化現象」が起こる原因と解決策｜@DIME アットダイム”. 《＠DIME アットダイム》 (일본어). 2022년 9월 14일에 확인함.
13. ↑  “蛙化現象って何？陥りやすい人の特徴は？恋が続かない理由は…予防法・克服法も”. 《cocoloni.jp》. 2022년 9월 14일에 확인함.
14. ↑  “りりあ。、待望の新作「蛙化現象に悩んでる女の子の話。」デジタル配信リリース！”. 《プレスリリース・ニュースリリース配信シェアNo.1｜PR TIMES》. 2022년 9월 14일에 확인함.
15. ↑  “『カエルになった王子様(1)』（我楽谷） 製品詳細 講談社コミックプラス”. 《講談社コミックプラス》 (일본어). ISBN 4775302094. 2022년 9월 14일에 확인함.
16. ↑  “Z世代流行語ランキング 1位は「蛙化現象」 中学生～26歳回答”. 《毎日新聞》. 2023년 6월 5일에 확인함.
17. ↑  “流行語大賞は「アレ」　トップテンに「蛙化現象」―「闇バイト」「地球沸騰化」も：時事ドットコム”. 《www.jiji.com》. 2023년 12월 1일에 확인함.
18. ↑  両想いになるとなぜ冷めてしまうのか？―蛙化現象の生起メカニズムの検討―
19. 1 2  吉田光成, 山田茉奈, 下斗米淳 (2022). “向けられた好意を拒絶することは苦しいことなのか？(3) : 恋愛における“蛙化現象”の生起要因としての個人特性の影響に関する定量的検討”. 《日本教育心理学会総会発表論文集》 (日本教育心理学会) 64: 275. doi:10.20587/pamjaep.64.0_275. ISSN 2189-5538. 1390012335399057664.吉田光成, 山田茉奈, 下斗米淳 (2022). “向けられた好意を拒絶することは苦しいことなのか？(3) : 恋愛における“蛙化現象”の生起要因としての個人特性の影響に関する定量的検討”. 《日本教育心理学会総会発表論文集》 (日本教育心理学会) 64: 275. doi:10.20587/pamjaep.64.0_275. ISSN 2189-5538. 1390012335399057664.吉田光成, 山田茉奈, 下斗米淳 (2022). “向けられた好意を拒絶することは苦しいことなのか？(3) : 恋愛における“蛙化現象”の生起要因としての個人特性の影響に関する定量的検討”. 《日本教育心理学会総会発表論文集》 (日本教育心理学会) 64: 275. doi:10.20587/pamjaep.64.0_275. ISSN 2189-5538. 1390012335399057664.
20. ↑  “「蛇化現象」とは？「蛙化現象」との違いは？生みの親こちゃもちゃにインタビュー！ / 【スタディサプリ進路】高校生に関するニュースを配信”. 《高校生なう》 (일본어). 2023년 12월 1일에 확인함.